# Tyrlaching
Tyrlaching là một đô thị ở huyện Altötting bang Bayern nước Đức. Đô thị Tyrlaching có diện tích 20,54 km², dân số thời điểm ngày 31 tháng 12 năm 2006 là 1020 người.